# Alonso de Tovar
Alonso de Tovar (¿?, siglo XVI - Sigüenza, 13 de julio de 1607) fue un compositor y maestro de capilla español.
No debe confundirse con Alonso de Tovar (siglo XVI), racionero y cantor de la Catedral de Burgos, que sustituyó al maestro de capilla de Burgos en alguna ocasión.

## Vida
Se desconoce el origen de Alonso de Tovar, así como cual fue su formación musical.
Las primeras noticias que se tienen de él son de 1572, cuando se le nombra como «músico de la iglesia Catedral de Sigüenza» en las oposiciones al magisterio calagurritano. El maestro Francisco de Velasco había conseguido en 1571 el magisterio de la Catedral de Santiago de Compostela, vacando el mismo cargo en la Catedral de Calahorra. Se presentaron a las oposiciones para cubrir la vacante Juan de Muro, maestro de la Colegiata de Vitoria; Francisco Garro, maestro de la Colegiata de Tudela; Juan del Río, sochantre de la Catedral de Calahorra; Alonso de Tovar, que se presenta como músico de la Catedral de Sigüenza; Juan Misol, músico de la Colegiata de Alcalá de Henares; Cristóbal Cortés, maestro de capilla del Pilar de Zaragoza, que fue excluido por no ser castellano; y Alonso de Tejeda, el ganador, del que en ese momento se le desconoce cargo.
Francisco de Peñaranda había decidido dejar el magisterio de la Colegiata de Soria en abril de 1571 y desde entonces el cargo había quedado vacante. En 1574 el maestro de capilla de la Catedral de Toledo, Andrés Torrentes, sugería al cabildo soriano el nombre de Tovar para el magisterio. Las actas capitulares sorianas informan de que Tovar era maestro de capilla de la Catedral de Plasencia en ese momento.

[...] el magisterio de capilla está vacante hace ya muchos días, y por evitar costas y gastos, teniendo entendido vendrían a oponerse a él y hasta hoy en día no han venido persona alguna y el canónigo Torrentes y maestro de capilla de Toledo escribió una carta al Señor Deán, sobre el dicho magisterio y la forma, como persona tan hábil y suficiente conviene que venga a él a lo servir y residir en la dicha iglesia, Antonio Vetosara, maestro de capilla del Ilustrísimo Señor Juan de Madrid, por ser clérigo y muy hábil y apasionado al servicio de la iglesia y de enseñar a los mozos de coro y servidores de ella y a los demás que quisiesen aprender a cantar.

Alonso de Tovar fue nombrado maestro de capilla por dos años, cobrando la cantidad de 100 ducados. Al cabo del periodo acordado, en 1576, el cabildo solicitó a Tovar continuar en el cargo, a lo el maestro se negó. El 19 de septiembre de ese año ambas parte liquidan sus deudas, partiendo el maestro hacia Sigüenza.
En la Catedral de Sigüenza permanecería en la capilla en la función de músico y en 1602, tras la partida del maestro Juan García Garay, ocuparía brevemente el cargo de forma interina hasta el nombramiento del sucesor, Esteban Guerra Álvarez. Durante este breve tiempo Tovar tuvo algunos problemas con el cabildo, que sin embargo lo había nombrado «capellán del doctor» y «teniente de Maestro de  Capilla» cinco años más tarde. Permanecería en Sigüenza hasta su fallecimiento, el 13 de julio de 1607, siendo sepultado «de balde en la panda donde se da lección de música».

## Obra
Según José López Calo no se conservan composiciones de este autor. Sin embargo existen dos obras de un «Alonso de Tovar» en la Capilla Real de Granada que podrían corresponder con este.